# Elbling

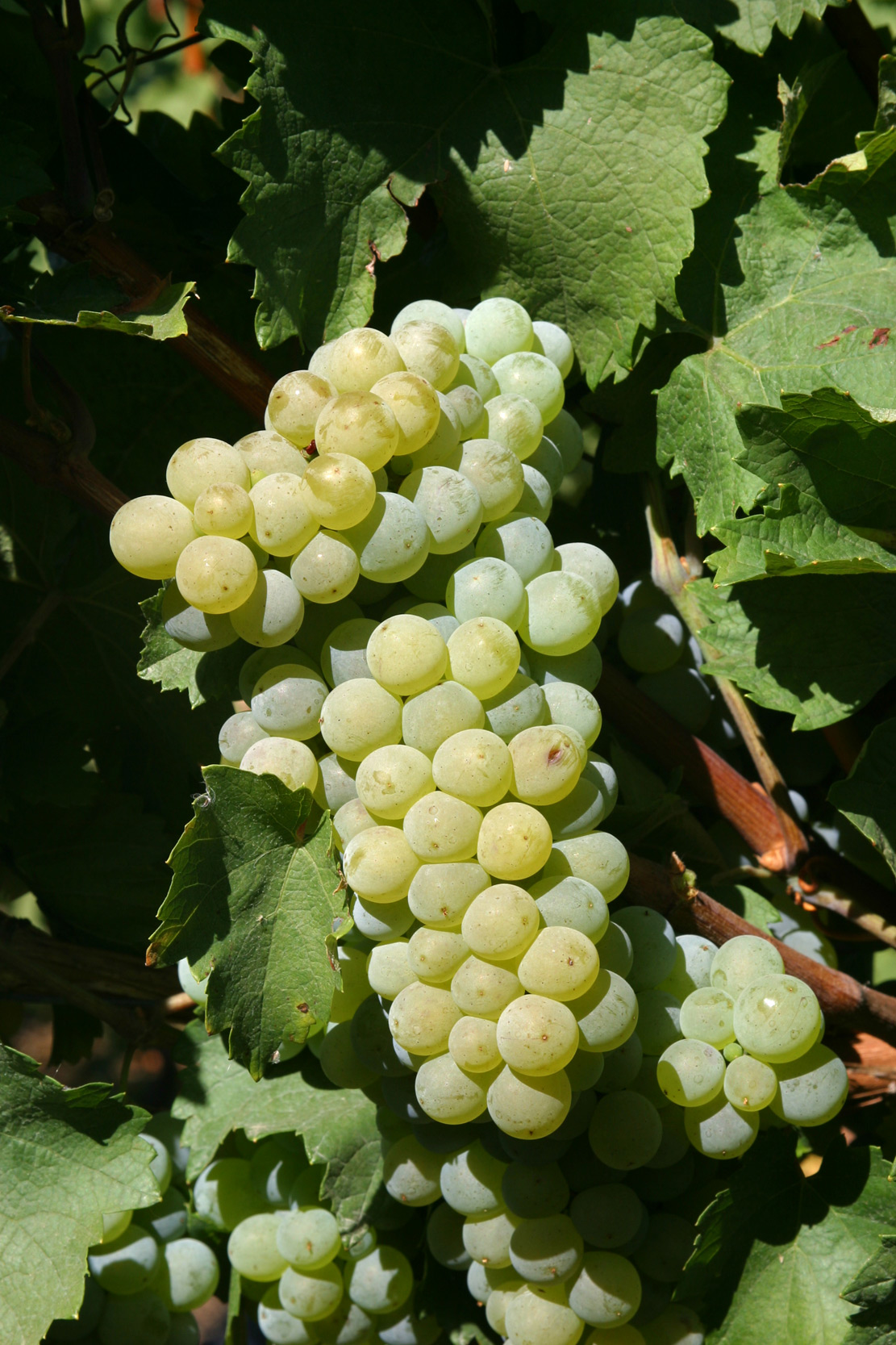
Liście i grono winorośli odmiany Weißer Elbling

Elbling – odmiana białych winogron, należąca do najstarszych w Europie. Uprawiana głównie w Niemczech i Luksemburgu w regionach położonych nad rzeką Mozelą, gdzie w glebach występuje wapień muszlowy.
Przeznaczona głównie do wyrobu lekkich win stołowych.